# Alyer López
Alyer Francisco López Barrera (ur. 16 maja 1999 w Estelí) – nikaraguański piłkarz występujący na pozycji bramkarza, reprezentant Nikaragui, od 2021 roku zawodnik Managui.